# 神戸弘陵学園高校生刺殺事件
神戸弘陵学園高校生刺殺事件（こうべこうりょうがくえんこうこうせいしさつじけん）は、2010年（平成22年）に兵庫県神戸市北区で発生した刺殺事件。長らく未解決事件であった。

## 概要

### 犯行の模様
2010年（平成22年）10月4日、兵庫県神戸市北区の路上で、神戸弘陵学園高等学校に通う2年生の男子高校生が殺害される。上半身などを折りたたみナイフで複数回突き刺し、失血死をさせていた。
事件当日の午後10時ごろ自宅でテレビを見ていた被害者となる少年は起き上がり、友達と会ってくると言って出かけた。午後11時ごろに被害者の自宅に幼馴染であった人物が刺されたと報告に来る。両親が現場に駆け付けたところ既に数台のパトカーが来ており、救急隊員が心臓マッサージをしたが死亡した。
それから10年以上も容疑者が見つからない未解決事件であった。

### 捜査から逮捕へ
2021年（令和3年）8月4日、兵庫県神戸北警察署捜査本部は、被害者を殺害した疑いが強まったとして、愛知県豊山町在住の男を逮捕。この男は事件当時現場付近に住んでいた。
この男性は周囲に事件への関与をうかがわせる発言をしていた。最近になって県警に情報提供があり、捜査が進んだという。県警は周辺捜査で事件に関与した可能性が高まったとして、愛知県豊山町に住む男に任意同行を求め、愛知県小牧警察署で逮捕。
この被疑者は、事件前に青森県から親族の所有する現場付近の一軒家に移り一人で暮らしていた。事件後に程なくこの一軒家から移住する。被害者は事件時に、10メートルほど離れたところに座っていた犯人に突然襲われた。現場から逃げた女性とは面識の無い人物だった。被害者とも面識は無いと県警は見る。
犯人は犯行の8日前に凶器となるナイフを購入していた。犯人は以前から被害者が交際している女性と一緒にいるところを見て腹を立て、殺すつもりであった。犯人と被害者は接点は無かったが、普段から姿を見かけていた。

### 刑事裁判
事件当時の少年法には、犯行時18歳未満の被告について「無期刑に相当する場合は10年以上15年以下の有期刑を科す」との緩和規定がある一方で刑法12条は「有期懲役は1月以上20年以下とする」と規定されている。検察側は無期懲役ではなく、あえて有期懲役を選択することで、上限の懲役20年を求刑した。弁護側は少年法と精神疾患を考慮にいれて懲役8年が相当と、また事件当時の少年法が想定する有期刑の上限であっても懲役15年と主張した。2023年6月23日、神戸地方裁判所は、被告に精神障害はないとした精神鑑定の結果を信用できるとして、殺意と完全責任能力を認定し、量刑についても検察の主張を受け入れる形で被告に懲役18年を言い渡した。被告側は判決を不服として控訴した。2025年6月20日、大阪高等裁判所は一審判決を支持し、被告側の控訴を棄却した。

### 民事裁判
神戸地裁は2023年10月24日付で損害賠償命令制度に基づき、被告に対し慰謝料など計約9300万円を遺族に支払うよう命じる決定を出した。決定理由で丸田顕裁判長は、被害者は何ら落ち度がないにもかかわらず、被告から一方的にナイフで刺され16歳の若さで亡くなり、恐怖と苦痛、無念さは計り知れないなどと指摘した。

## その他
事件を起こした犯人は犯行当時は17歳の少年だったため少年法が適用されたが、2022年から適用された改正少年法の特定少年ではないため起訴後も実名公表されていない。